# Raymond Elmer Anderson
Pour les articles homonymes, voir Raymond Anderson et Anderson.
Raymond Elmer Anderson (7 juillet 1891-6 août 1970) est un homme politique canadien de l'Ontario. Il est député fédéral libéral de la circonscription ontarienne de Norfolk de 1949 à 1957.

## Biographie
Né à Waterford (en) en Ontario, Anderson entame une carrière publique en siégeant comme conseiller du comté de Norfolk en 1930 et comme préfet de Townsend Township en 1932.
Anderson sert aussi comme président de la Ontario Berry and Vegetable Growers Marketing Board et est membre et gestionnaire de la Norfolk Berry Growers Association.
Élu en 1949 et réélu en 1953, il est défait en 1957 et 1958.